# Ana Falú
Ana María Falú (San Miguel de Tucumán, Argentina, 1947) es una arquitecta argentina, académica y activista social por los derechos humanos y por los derechos de las mujeres. Ha sido directora regional de ONU Mujeres (ex UNIFEM) para la región Andina (2002-04) y para Brasil y Países del Cono Sur (2004-2009). Es investigadora del sistema científico de Argentina, CONICET -Consejo Nacional de Ciencia y Tecnología- y profesora Emérita de la Universidad Nacional de Córdoba en Argentina desde 2018. Fue Directora del INVIHAB -Instituto de Investigación de la Vivienda y Hábitat-hasta 2019. En el campo de la investigación y acción feminista impulsó numerosas iniciativas institucionales y contribuyó desde los 80s a instalar los temas relacionados con los derechos de las mujeres a la ciudad, a la vivienda y al hábitat. Es cofundadora de la Red Mujer y Hábitat de América Latina y el Caribe, de CISCSA Ciudades Feministas -Centro de Intercambio y Servicios para el Cono Sur-, del Programa Interdisciplinario de Estudios de Mujer y Género (PIEMG) en la Universidad Nacional de Córdoba, de la Articulación Feminista Marcosur, entre otros espacios académicos y de acción a favor de los derechos de las mujeres. En 2013 ha obtenido el Premio Trayectoria Feminista junto a otras mujeres argentinas.El año 2022 obtuvo el Premio Iberoamericano de Arquitectura y Urbanismo.

## Primeros años
Ana Falú nació en San Miguel de Tucumán, nieta de inmigrantes oriundos de Siria. Hija de Alfredo Falú, prestigioso abogado y político local, y de Regina Esther Baclini, sobrina del internacionalmente reconocido músico y guitarrista Eduardo Falú y hermana del prestigiado músico de guitarra Juan Falú y del desaparecido durante la última dictadura cívico militar de Argentina Luis Eduardo Falú,y del importante abogado y político tucumano, el exdiputado nacional y ministro de la Corte Suprema de Justicia de Tucumán Dr. José Ricardo Falu Estudió arquitectura en Tucumán, en la Facultad de Arquitectura de la Universidad Nacional de Tucumán. Se gradúa pocos meses antes del Golpe de Estado en Argentina de 1976. Este acontecimiento que marcó su vida, ya que al poco tiempo debió dejar el país, junto a su marido y dos hijos, viajando primero a Brasil y luego, a causa del Plan Cóndor a Países Bajos. Falú se involucró en política desde estudiante, a través de grupos interesados en las condiciones de vida de los sectores más pobres de la población, trabajando con villas miseria y barrios sin condiciones de habitabilidad. Esto le sirvió para iniciar el trabajo sobre la vivienda social y las condiciones del hábitat. En su proyecto de final de carrera desarrolló junto al grupo de tesis, el Proyecto de Cooperativa de Campo de Herrera, en Tucumán. El foco se puso en propuestas de viviendas para una cooperativa azucarera en la que se planteaban tecnologías de bajo coste aprovechando el bagazo de la caña como material para la construcción de paneles prefabricados.

## Trayectoria

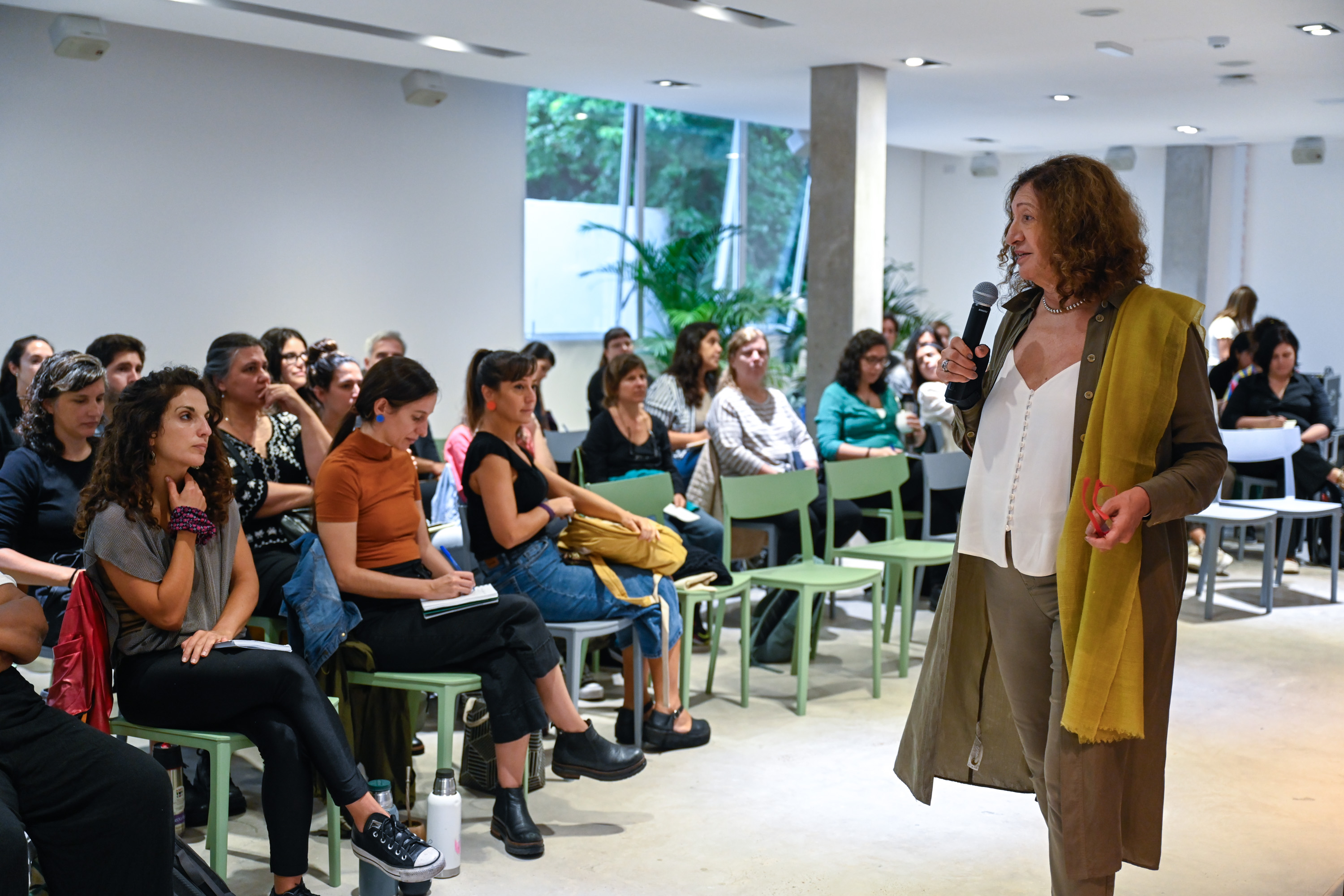
Ana Falú en una conferencia en el Espacio Colabora de Montevideo, Uruguay.

### Formación e investigación en Países Bajos
En Países Bajos realizó sus estudios de posgrado, primero obtuvo el Diplomado en Vivienda Social en el Instituto de Estudios Internacionales, luego obtuvo el Doktoraal at Bouwkunde de la Universidad Técnica de Delft. Continuó estudiando asentamientos precarios o informales, centrándose en cuestiones ligadas a la tenencia de la tierra, a los servicios e infraestructuras, entendiendo que las personas pueden construir sus viviendas pero no pueden resolver las infraestructuras, todavía menos cuando son ocupaciones en terrenos periféricos o rurales. Su tesis se denominó "Low Income Housing and Infraestructure".
En la Escuela de Arquitectura de Delft trabajó como profesora invitada en la Sección del “Tercer mundo”, junto con la Dra. Marisa Carmona y un grupo de profesores e investigadores que constituirán el Programa Alfa Ibis de Globalización, Forma Urbana y Gobernabilidad. Falú tendrá un rol activo y de apoyo a la gestión y luego coordinará desde Argentina en su retorno e ingreso a la Universidad Nacional de Córdoba. 

### Traslado a Ecuador
A principios de los 80s, se trasladó a Ecuador con un contrato del Ministerio de Asuntos Exteriores de Países Bajos, como técnica de la cooperación internacional neerlandesa. La conjugación de diferentes experiencias y su compromiso creciente con el feminismo, que tendrá su inicio en Brasil, le hacen comenzar a trabajar en la relación entre Mujer y Hábitat. El trabajo de cooperación y su participación activa en Coalición Internacional del Hábitat (HIC) y en particular el trabajo que realiza conjuntamente con los arquitectos Fernando Chaves (su segundo marido), Carlos Ríos Roux, Jorge Di Paula, Luis Gallegos, entre otros, en la Región Amazónica del Ecuador. Fue en el Puyo, localidad amazónica y junto a la Confederación de Nacionalidades Indígenas de la Amazonía Ecuatoriana, el Gobierno Local y colonos que desarrollan ambiciosos proyectos territoriales de producción de componentes de madera, de cuidado de la selva amazónica, de construcción de viviendas y de construcción de una ciudad indígena. Será en el proceso de estos desarrollos que Falú comienza con una reflexión más consistente sobre el rol de las mujeres en estos procesos y las diferencias entre varones y mujeres en relación con el territorio y sus condiciones de vida.
Los años en Ecuador fueron de intensa militancia feminista, donde se vinculó al movimiento local. Participó del Segundo Encuentro Feminista y Latinoamericano y del Caribe realizado en Lima en 1983, y en los sucesivos de la región. Desde entonces a su militancia política la atraviesa el feminismo en todas sus facetas: profesionales, académicas, de activismo social y político y personales. El recorrido de Falú desde estos años fueron generando espacios institucionales, articulaciones, redes latinoamericanas e internacionales, artículos y comunicaciones sobre Vivienda y Mujeres, Servicios Urbanos y Género, Uso del tiempo y asimetrías de Género, de sola autoría o coautorías. De su vinculación con otras referentes feministas como la socióloga ecuatoriana María Arboleda y la peruana Jeanine Anderson se va generando el armado teórico conceptual que originaría la Red Mujer y Hábitat, un entramado institucional y militante para América Latina y el Caribe en la temática. Hacia fines de los 90s surgiría la sección argentina, denominada Centro de Intercambios y Servicios Cono Sur, Argentina (CISCSA), una ONG iniciada junto a Fernando Chaves en Córdoba, vinculada a HIC, una propuesta para trabajar sobre las Violencias contra las Mujeres en el Espacio público. 

### ONU Mujeres
Falú llega a ONU Mujeres invitada a presentarse al concurso para Directora Regional luego de su trabajo junto a la socióloga peruana Virginia Vargas Valente como co-coordinadora del proceso de las ONG hacia la IV Conferencia Mundial de la Mujer en Beijing, China, en 1995. Asumió como directora de UNIFEM (hoy ONU Mujeres) en Ecuador para los cinco países Andinos entre 2002 y 2004 y posteriormente como directora regional de ONU Mujeres en Brasilia para Brasil y los cuatro países del Cono Sur desde 2004 hasta 2009. 

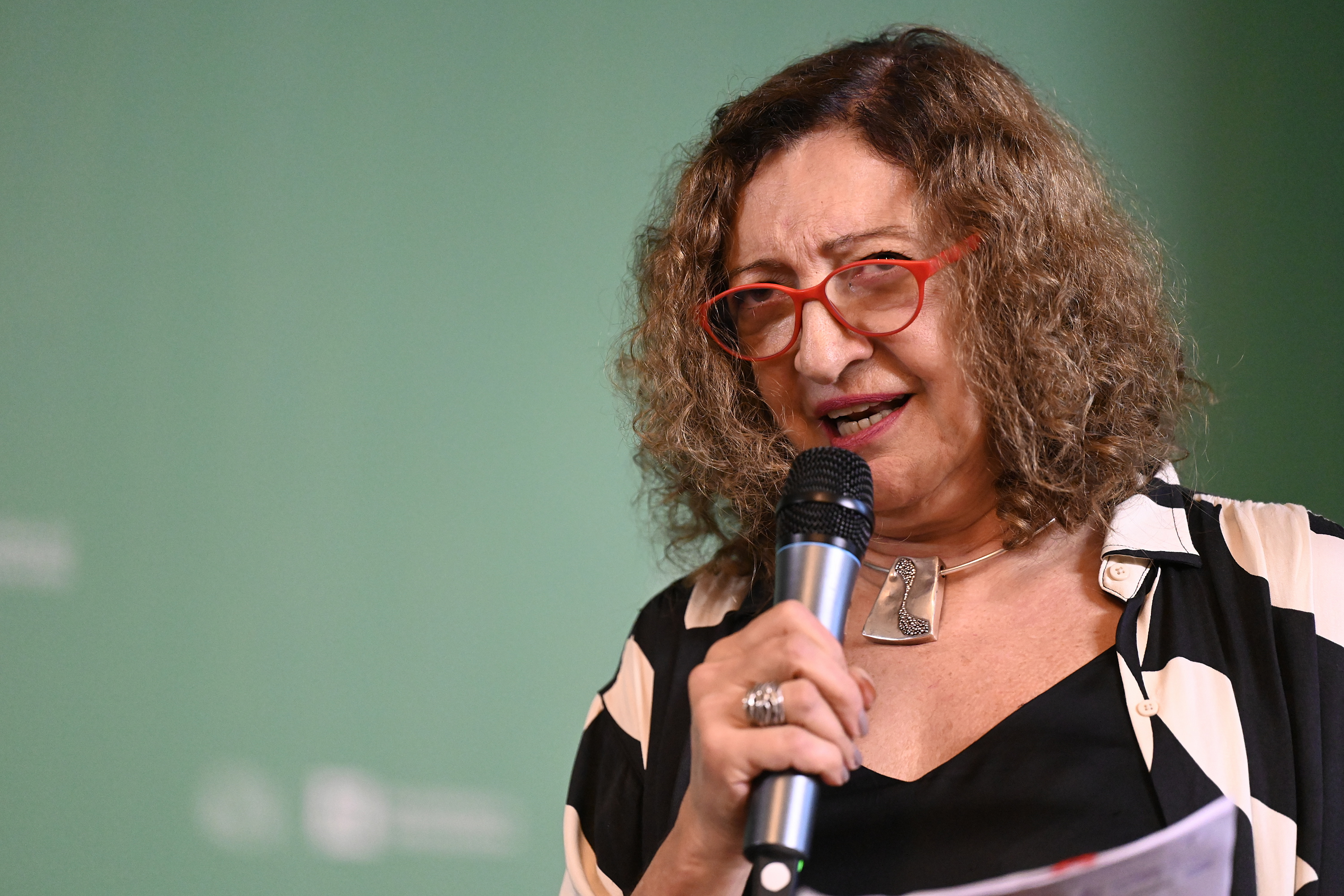
Declaración de Visitante Ilustre de Montevideo a la arq. Ana Falú, referente de la planificación territorial con perspectiva de género.

Trabajar en ese proceso se convirtió en una oportunidad de conocer los movimientos, activistas, grupos y redes de mujeres y feministas en la región y a nivel internacional, y entrar en contacto con los gobiernos. El trabajo en la ONU le permitió instalar más de 10 programas en la región, siendo uno de los más innovativos el de Ciudades sin Violencia para las Mujeres, Ciudades más Seguras para Todos/as, que contó con apoyo de la Cooperación al Desarrollo de España (AECID). Este programa fue pionero y sirvió para inspirar otros programas globales.Este programa iniciado en cinco países de América Latina (www.redmujer.org.ar) será un hito en la instalación en la agenda feminista, de gobiernos y de la sociedad sobre la necesidad de interseccionar territorios y derechos de las mujeres a una vida sin violencias, y fue inspiración para otros proyectos y programas regionales y globales.

### Regreso a Argentina
En 2009 vuelve a la ciudad de Córdoba y a su trabajo en la Universidad Nacional de Córdoba. Gana la propuesta par Dirigir el Instituto de Vivienda y Hábitat de la Facultad de Arquitectura, Urbanismo y Diseño. Dirige un exitoso Taller de Arquitectura como profesora, consolida equipos de docencia y de investigación.
Su conexión con Naciones Unidas se mantiene y en 2015 es la líder del AGGI -Advisor Group for Gender Inclusion / Grupo Asesor para la Inclusión de Género- en ONU Hábitat; es la Coordinadora del Núcleo de Género/ Gender HUB de Universidades Internacionales Asociadas de ONU Hábitat. También lidera el Grupo de Trabajo de Mujeres y Diversidades en la Plataforma Global por el Derecho a la Ciudad, desde 2018. 
Como activista, Falú es cofundadora y actual directora ejecutiva del Centro de Intercambio y Servicios para el Cono Sur Argentina (CISCSA), así como cofundadora de la Red Mujer y Hábitat de América Latina (1985) y de la Articulación Feminista Marcosur (2000). Desde CISCSA, ha impulsado investigaciones, campañas y acciones sobre las violencias urbanas hacia las mujeres, el derecho a la ciudad y las infraestructuras del cuidado. Es una de las principales voces del urbanismo feminista en América Latina y una figura clave en la articulación de redes regionales e internacionales por los derechos urbanos de las mujeres.6
En 2019 fue propuesta como candidata a Vicerrectora de la universidad junto al Dr. Gustavo Chiabrando como Rector. Falú hizo una campaña por una Universidad de Inclusión Social y Feminista. Tuvo una alta recepción del estudiantado, docentes y no docentes, consiguiendo la formula rectoral el 38.1% de votos.
Ha sido experta en género de la Unión Iberoamericana de Municipalistas (UIM) (2010–2020), asesora de CGLU – Ciudades y Gobiernos Locales Unidos.

## Obras
- Falú, Ana, ed. (2009). Women in the city on Violence and Rights. Chile: Women and Habitat Network of Latin America - Editions Sur, Chile. ISBN 978-956-208-086-6.
- Falú, Ana, ed. (2008). Retratos de las desigualdades. Brasil: Instituto de Pesquisa Económica Aplicada (Ipea) y UNIFEM.
- Carmona, Marisa; Falú, Ana; Muga, Eliana, eds. (2007). Bordes e intersticios urbanos impacto de la globalización. TU Delft, Universidad Nacional de Córdoba, Argentina y Universidad de Valparaíso, Chile. ISBN 9081195212.
- Falú, Ana; Segovia, Olga, eds. (2007). Ciudades para convivir. Santiago de Chile: Ediciones Sur. ISBN 978-956-208-077-4.
- Falú, Ana, ed. (2002). Ciudades para varones y mujeres. Herramientas para la acción. CISCSA-UNIFEM Red Mujer y Hábitat América Latina. Archivado desde el original el 27 de marzo de 2015. Consultado el 15 de noviembre de 2015.
- Falú, Ana; Morey, Patricia; Rainero, Liliana, eds. (2002). Ciudad y vida cotidiana. Asimetrías en el uso del tiempo y del espacio. Córdoba: SECYT-UNC. ISBN 950-33-0356-7.
- Falú, Ana; Carmona, Marisa, eds. (2001). Globalización Forma urbana y Gobernabilidad. Córdoba: TU Delft. Universidad Nacional de Córdoba, Instituto Investigación de Vivienda y Hábitat. Imprenta de la UNC. ISBN 987-544-026-4.
- Falú, Ana; Cuenya, Beatriz, eds. (1997). Reestructuración del Estado y política de vivienda en Argentina. Buenos Aires: Centro de Estudios Avanzados.